# Richard Huelsenbeck
Carl Wilhelm Richard Hülsenbeck (též Charles R. Hulbeck) (23. duben 1892 – 20. duben 1974) byl německý spisovatel, básník a psychoanalytik narozený v hesensko-nasavském Frankenau, jenž je spojovaný se vznikem hnutí dada.

## Život a dílo
Richard Huelsenbeck byl synem vesnického lékárníka v Lindenstraße ve Frankenau. Od roku 1894 vyrůstal v Dortmundu a Bochumi. V knihovně svého dědečka, zeměměřiče Christiana Finka, četl knihy o cestách Jamese Cooka, Marca Pola, Plútarcha, Danta a Petrarky. Na Huelsenbecka zpočátku velmi zapůsobil Heinrich Heine. Jeho dílo ho inspirovalo k tomu, aby se stal spisovatelem. Studoval medicínu, filozofii, germanistiku a dějiny umění v Paříži, Curychu, Berlíně, Greifswaldu, Münsteru a Mnichově. Od roku 1914 žil v Berlíně. V roce 1916 odešel do Curychu jako odpírač vojenské služby.
Huelsenbeck byl v předvečer první světové války studentem medicíny. V únoru 1916 byl propuštěn z armády a emigroval do Curychu, kde se dostal do společnosti kabaretu Voltaire. V lednu 1917 se přestěhoval do Berlína, kam si s sebou odvezl myšlenky a techniky, které mu pomohly založit berlínskou dadaistickou skupinu. V roce 1918 sepsal Manifest dadaismu, který podepsala většina představitelů tohoto směru: kromě přispěvatelů kabaretu Voltaire (Hugo Ball, Tristan Tzara nebo Hans Arp) to byli například Franz Jung, George Grosz, Gerhard Preiß a Raoul Hausmann.
Byl editorem Almanachu dada (Dada Almanach) a je autorem Dada siegt! (1920), En Avant Dada (1920), Doktor Billig v koncích (Doctor Billig am Ende, 1921) a dalších dadaistických děl. Napsal v New Yorku vydanou autobiografii nazvanou Memoirs of a Dada Drummer (1974).
Huelsenbeckovy myšlenky odpovídaly levicové politice, která byla v té době aktuální v Berlíně. Vystupoval také jako jeden z kritiků expresionismu – Huelsenbeck obviňoval tento styl z buržoaznosti, sklonu k estetizaci a kritizoval jeho příklon k abstrakci.
V roce 1936 emigroval se svou ženou Beate Wolffovou, rozenou Löcheltovou, synem Thomasem a nevlastní dcerou, která byla podle nacistické definice „poloviční Židovka“, do USA do New Yorku. Díky doporučujícímu dopisu od Alberta Einsteina nemusel podstoupit lékařskou zkoušku. Pracoval jako psychiatr a psychoanalytik pod jménem Charles R. Hulbeck.
Když se po druhé světové válce oživil zájem o dadaismus, znovu publikoval své práce o něm, v nichž ho spojoval s existencialismem. V roce 1958 poprvé po svém exilu navštívil své rodiště Frankenau a napsal o této návštěvě článek pro FAZ. V roce 1959 byla na domě, kde se ve Frankenau narodil, umístěna pamětní deska připomínající jeho první návštěvu.
Od roku 1967 byl členem Německé akademie pro jazyk a literaturu. V roce 1970 se vrátil do Evropy a až do své smrti žil v Ticinu.

## Česky vyšlo
- Doktor Billig v koncích. Praha: Academia, 2023. 184 s. ISBN 978-80-200-3382-6